# 沃羅坦河

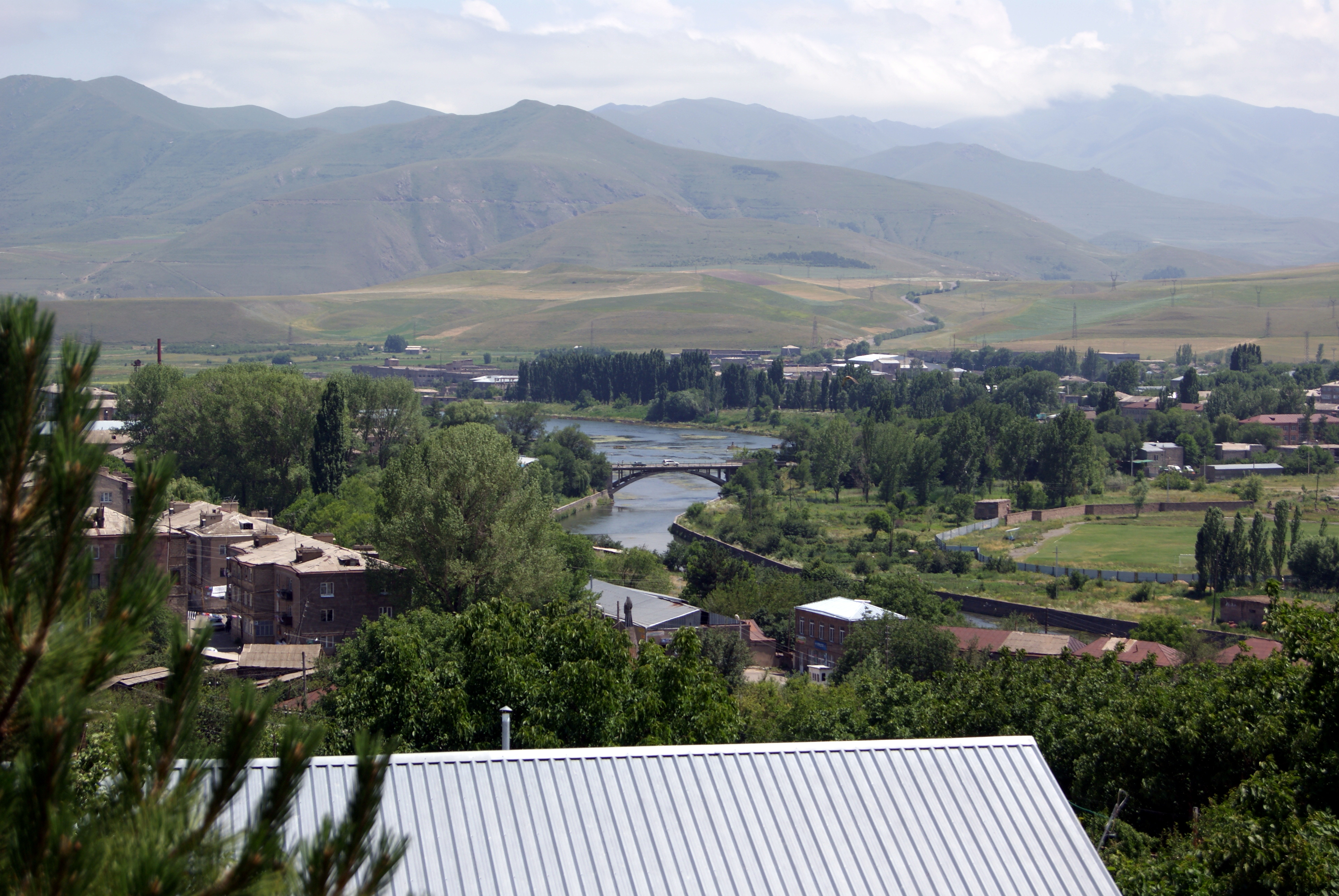

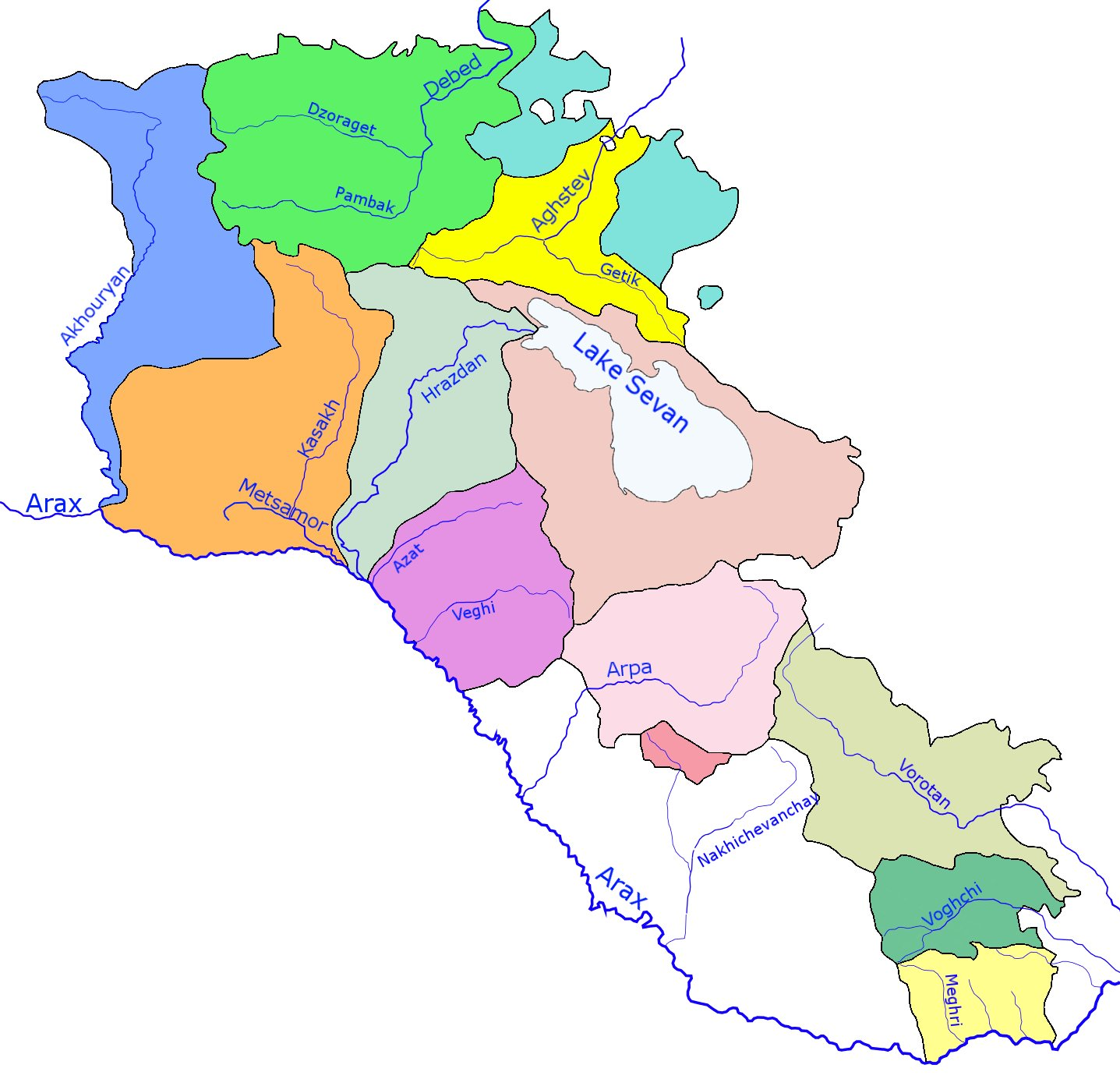

沃羅坦河（羅馬化：Vorotan），是西亞的河流，屬於阿拉斯河的左支流，發源自亞美尼亞南部休尼克州，流經阿塞拜疆的阿爾察赫，河道全長178公里，流域面積5,650平方公里。